# Kanahia
Kanahia es un género de fanerógamas de la familia Apocynaceae. Contiene siete especies.

## Descripción
Son hierbas o arbustos, que alcanzan un tamaño de 120 a 150 cm de altura, erectos ricamente ramificados (basal), látex de color marfil.  Hojas pecioladas vagamente, de 20 cm de largo, 1,6 cm de ancho, lineares a lanceoladas, atenuadas basalmente, apicalmente atenuadas, adaxialmente glabras, envés glabro, de color amarillo con la línea interpetiolar y estípulas glandulares (franjas). Inflorescencias extra-axilares, solitarias, con 20-25 de flores, 5-7 flores abiertas de forma sincrónica, simples.  Las flores perfumadas o inodoras, de olor dulce.

## Taxonomía
El género fue descrito por Robert Brown y publicado en On the Asclepiadeae 28. 1810. La especie tipo es: Kanahia laniflora (Forssk.) R. Br. (Asclepias laniflora Forssk.).

## Especies
- Kanahia carlsbergiana D.V.Field, Friis & M.G.Gilbert
- Kanahia consimilis N.E.Br.
- Kanahia delilii Kotschy ex Decne.
- Kanahia forskalii Decne.
- Kanahia glaberrima N.E.Br.
- Kanahia laniflora Schum.
- Kanahia monroi S.Moore